# سي.بي.سينغ
سي.بي.سينغ هو سياسي هندي، ولد في 16 يناير 1956. نشط حزبياً في حزب بهاراتيا جاناتا. وقد انتخب Speaker of the Jharkhand Legislative Assembly ‏ (2010 – 2013) وانتخب Member of the Jharkhand Legislative Assembly ‏.